# Liste schwedischer Musiker
Dies ist eine Liste schwedischer Komponisten, Musiker und Sänger.

## Komponisten
- Adolf Fredrik Lindblad, Romantik
- Adolf Wiklund, Spätromantik
- Algot Haquinius, Spätromantik / Impressionismus
- Allan Pettersson, Moderne
- Andreas Hallén, Hochromantik
- Andreas Randel, Romantik
- August Söderman, Hochromantik
- Bo Kaspers,
- Bror Beckman, Spätromantik
- Carl Michael Bellman (1740–1795), Barock / Klassik
- Dag Wirén, Neoklassizismus
- Edvin Kallstenius, Frühe Moderne
- Elfrida Andrée, Hochromantik
- Ellen Arkbro, Minimal Music
- Emil Sjögren, Hochromantik
- Erland von Koch, Moderne
- Franz Berwald, Klassik / Romantik
- Fredrik Sixten, Romantik
- Gottfrid Berg, Spätromantik
- Gunnar Bucht, Moderne
- Gunnar de Frumerie, Neoklassizismus
- Gunnar Ek, Moderne
- Gunnar Wennerberg, Hochromantik
- Gustav Bengtsson, Spätromantik
- Gustav Geijer, Romantik
- Gustav Nordqvist, Spätromantik
- Gustav Nyström, Moderne
- Harald Fryklöf, Spätromantik
- Henning Mankell, Spätromantik
- Hilding Rosenberg, Moderne
- Hugo Alfvén, Spätromantik
- Ingmar Liljefors, Moderne
- Ingvar Lidholm, Moderne
- Ivar Hallström, Hochromantik
- Ivar Widéen, Spätromantik
- Jakob Adolf Hägg, Hochromantik
- Johan Helmich Roman, Barock
- Johann Gottlieb Naumann, Klassik
- John Fernström, Moderne
- Joseph Jonsson, Spätromantik
- Joseph Martin Kraus, Klassik
- Karl Wohlfart, Spätromantik / Impressionismus
- Karl-Birger Blomdahl, Moderne
- Knut Håkanson, Spätromantik
- Kurt Atterberg, Spätromantik
- Lars-Erik Larsson, Neoklassizismus
- Lennart Lundberg, Spätromantik / Moderne
- Lille Bror Söderlundh, Neoklassizismus
- Ludvig Norman, Hochromantik
- Moses Pergament, Frühe Moderne
- Natanael Berg, Spätromantik
- Nils Björkander, Spätromantik / Impressionismus
- Olallo Morales, Spätromantik
- Oskar Lindberg, Spätromantik
- Otto Lindblad, Romantik
- Otto Olsson, Spätromantik
- Per Brant, Barock
- Ragnar Althén, Spätromantik
- Ruben Liljefors, Spätromantik
- Sigurd von Koch, Spätromantik
- Sten Broman, Moderne
- Sven-Erik Bäck, Moderne
- Tor Aulin, Spätromantik
- Ture Rangström, Spätromantik
- Viking Dahl, Frühe Moderne
- Wilhelm Peterson-Berger, Spätromantik
- Wilhelm Stenhammar, Spätromantik
- William Seymer, Impressionismus
- Yngve Sköld, Spätromantik

## Musikgruppen
Metalbands haben ihre eigene Liste.
- ABBA
  - Agnetha Fältskog
  - Benny Andersson
  - Björn Ulvaeus
  - Anni-Frid Lyngstad
- Ace of Base
  - Jonas Berggren (Joker)
  - Ulf Ekberg (Buddha)
  - Linn Berggren
  - Jenny Berggren
- Alcazar
- Army of Lovers
  - Alexander Bard
  - Jean-Pierre Barda
  - Camilla Henemark
  - Michaela Dornonville De La Cour
  - Dominika Peczynski
- A*Teens
  - Marie Eleonor Serneholt
  - John Dhani Lennevald
  - Amit Sebastian Paul
  - Sara Helena Lumholdt
- Axwell Λ Ingrosso
- Backyard Babies
- Baskery
- Bathory
- Bo Kaspers Orkester
- Caesars
- Covenant
- Crashdïet
  - H. Olliver Twisted
  - Martin Sweet
  - Peter London
  - Eric Young
- Ebba Grön
- Eskobar
- Europe
- First Aid Kit
- Friska Viljor
- Friday Bridge
- Garmarna
  - Emma Härdelin
- Hardcore Superstar
  - Jocke
  - Vic Zino
  - Martin Sandvick
  - Adde
- Hello Saferide
- Icona Pop
- Imperiet
- Johnossi
- Kent
- Laleh
- Looptroop
- Mando Diao
- Melody Club
- Millencolin
- Misconduct
- Monster
- Mustasch
- One More Time
  - Peter Grönvall
  - Nanne Grönvall
  - Maria Rådsten
- Orsa Spelmän
- Perkele
- Peter Bjorn and John
- Psychopunch
- Ranarim
- Rednex
- Refused
- Raymond & Maria
- Royal Republic
- Roxette
  - Per Gessle
  - Marie Fredriksson
- Sahara Hotnights
- Säkert!
- Shout Out Louds
- Slagsmålsklubben
- Sonic Syndicate
- Suburban Kids With Biblical Names
- Sugarplum Fairy
- Swedish House Mafia
- Teddybears
- The Ark
- The Cardigans
- The Flower Kings
- The Hellacopters
- The Hives
- The (International) Noise Conspiracy
- The Knife
- The Lost Patrol Band
- The Perishers
- The Real Group
- The Sounds
- The Soundtrack of Our Lives
- The Wannadies
- Ultima Thule

## Sänger, Musiker und Liedermacher
Metalmusiker haben ihre eigene Liste.
- Fred Åkerström
- Alesso
- Lena Anderson
- Tomas Andersson Wij
- Ellen Arkbro
- Kristofer Åström
- Avicii
- Basshunter (Jonas Altberg)
- Alice Babs
- Linda Bengtzing
- Anna Bergendahl
- Lars Berghagen
- Marit Bergman
- Jussi Björling
- Ulrika Bodén
- Magnus Carlsson
- Neneh Cherry
- Shirley Clamp
- Eva Dahlgren
- Kikki Danielsson
- Oscar Danielson
- Amy Diamond
- Dr. Alban
- Lisa Ekdahl
- Elliphant
- Lotta Engberg
- Malena Ernman
- E-Type
- Anton Ewald
- Agnetha Fältskög
- Salem Al Fakir
- Firefox AK
- Henric Flodin
- Ted Gärdestad
- Groupa
- Mats Gustafsson
- Rigmor Gustafsson
- Carola Häggkvist
- Emma Härdelin
- Bo Hansson
- Harpo = Jan Svensson
- Svenne Hedlund
- Gunnar Hoffsten
- Louise Hoffsten
- Amanda Jenssen
- Jan Johansen
- Bibi Johns
- Andreas Johnson
- Ana Johnsson
- Leila K.
- Nina Kinert
- Oskar Kongshöj
- Tommy Körberg
- Nils Landgren
- Lisa Larsson
- Zara Larsson
- Zarah Leander = Sara Stina Hülphers
- Tomas Ledin
- Thomas Di Leva
- Lykke Li
- Miss Li
- Jenny Lind
- Christian Lindberg
- David Lindgren
- Little Gerhard = G Landquist
- Nina Lizell
- Annika Ljungberg
- Tove Lo
- Anna-Lena Löfgren
- Tiger Lou
- Ulf Lundell
- Dennis Lyxzén
- Siw Malmquist
- Max Martin
- Peter Mattei
- Lisa Miskovsky
- Andreas Moe
- Ale Möller
- Moneybrother
- Birgit Nilsson
- Charlotte Nilsson
- Christine Nilsson
- Lisa Nilsson
- Tommy Nilsson
- Stina Nordenstam
- Annika Norlin
- Anders Norudde
- Anne Sofie von Otter
- Elena Paparizou
- Lena Philipsson
- Povel Ramel
- Patrik Ringborg
- Robyn
- Eric Saade
- Danny Saucedo
- Helen Sjöholm
- Marie Serneholt
- Seinabo Sey
- Björn Skifs
- Martin Stenmarck
- Bobo Stenson
- Joakim Thåström
- Evert Taube
- Anna Ternheim
- Viktoria Tolstoy
- Rebecka Törnqvist
- Magnus Uggla
- Cornelis Vreeswijk
- Sylvia Vrethammar
- Pernilla Wahlgren
- Jenny Wilson
- Lars Winnerbäck
- Rikard Wolff
- Yohio
- Darin Zanyar
- Sophie Zelmani
- Måns Zelmerlöw
- Monica Zetterlund